# Claudio Asciuti
Claudio Asciuti (Genova, 12 agosto 1956) è uno scrittore italiano, particolarmente attivo nel genere della fantascienza e del noir, vincitore del Premio Urania.

## Biografia
Laureato in lettere con una tesi di psicologia presso l'Università degli Studi di Genova, è stato tra gli appassionati più impegnati del mondo della fantascienza italiana pubblicando diversi racconti e facendosi promotore di importanti iniziative editoriali autonome (Crash e Intercom). Negli anni settanta è stato collaboratore di riviste underground come Re Nudo e Gong, ed è stato attivista di Un'Ambigua Utopia, importante iniziativa di critica marxiana della fantascienza.
Nel 1988 ha pubblicato il suo primo romanzo, Il Signore della morte. A quest'opera è seguito La notte dei pitagorici, romanzo vincitore del premio Urania 1999.
Nel 2006 ha scritto il noir politico I semi di Marizai ambientato durante i fatti del G8 di Genova, pubblicato dall'editore romano Fanucci.
Nel 2010 Mondadori ha pubblicato su Urania il suo romanzo di fantascienza La valle dello Zodiaco.
Nel 2013 ha curato per l'editore Cordero di Genova l'antologia di fantascienza Sognavamo macchine volanti.
Autore di molti racconti, i suoi testi sono sparsi in decine di raccolte e riviste, come: La Bancarella, Un'Ambigua Utopia, Le ali della fantasia, Dimensione Cosmica, Futuro Aosta, Avvisi ai naviganti, Spade e incantesimi, Magie e stregoni, Eroi e sortilegi, L'Eternauta, Gli eredi di Cthulhu, Il futuro nel sangue, NeroNovecento.
Insegna filosofia all'Istituto linguistico, economico, informatico e turistico Eugenio Montale di Genova.

## Opere

### Romanzi
- Il Signore della morte, in Immaginaria 2, Solfanelli, Chieti 1988
- La notte dei pitagorici, Urania 1375, Mondadori, Milano 1999
- I semi di Marizai, Fanucci, Roma 2006
- La valle dello zodiaco, Urania 1557, Mondadori, Milano 2010

## Premi
- Premio nazionale di narrativa fantastica "J.R.R. Tolkien" 1984 - Miglior racconto fantastico inedito: Intorno a lei, Magellano
- Premio Gran Giallo Città di Cattolica 1990 - Miglior racconto giallo inedito: Inventario Eysenck-x
- Premio Urania 1999 - Miglior romanzo inedito: La notte dei pitagorici